# Pherbellia griseicollis
Pherbellia griseicollis är en tvåvingeart som först beskrevs av Becker 1900.  Pherbellia griseicollis ingår i släktet Pherbellia och familjen kärrflugor. Arten är reproducerande i Sverige. Inga underarter finns listade i Catalogue of Life.